# Animal Crossing: Amiibo Festival
Animal Crossing: Amiibo Festival (どうぶつの森 amiiboフェスティバル) é o segundo spin-off da franquia Animal Crossing, sendo o primeiro jogo do gênero "festa" da série, e teve seu lançamento na América do Norte no dia 13 de Novembro de 2015. O jogo foi acompanhado pelo lançamento dos Amiibo na forma de bonecos, que até então estavam disponíveis apenas em cartas.
Amiibo Festival recebeu notas mistas, sendo a maioria negativa e apontando que o jogo não possui nennhum grande atrativo, apenas o mini-game "Desert Island Escape" que recebeu alguns elogios.
As vendas foram abaixo do esperado, o que fez o jogo ser comercializado por US $20, e levou a Nintendo a atualizar o jogo da série principal para 3DS (New Leaf) com suporte aos bonecos, na tentativa de elevar as vendas deles.